# منصورآباد (درمیان)
منصور آباد روستایی در دهستان فخررود بخش قهستان شهرستان درمیان استان خراسان جنوبی ایران است. بر پایه سرشماری عمومی نفوس و مسکن در سال ۱۳۹۰ جمعیت این روستا ۳۹۰ نفر (در ۱۰۰ خانوار) بوده است.